# Probabilitat composta
Una probabilitat composta és la probabilitat de la interacció de dos successos. Està basada en el teorema de les probabilitats compostes. Per exemple, llançar un dau és un experiment simple, llançar dos daus és un experiment compost.
Quan es produeixen successos estocàstics consecutivament d'un espai mostral, poden donar-se dos tipus genèrics de situacions: 
- Els successos són independents entre ells, de manera que no influeixen l'un en l'altre.
- Cada succés està condicionat pel resultat de l'anterior.

Dos successos es diuen independents quan el resultat d'un no afecta la probabilitat de l'altre, en cas contrari es diuen successos dependents. Per exemple són successos independents llançar dos daus. D'una caixa amb una bola negra i dues blanques, extreure'n dues boles són successos dependents, la probabilitat de la segona dependrà del color de la primera bola.
A partir de la definició de probabilitat condicionada s'obté la fórmula de les probabilitats compostes. La probabilitat condicionada és aquella que es calcula quan s'ha incorporat informació addicional a les condicions inicials. La probabilitat d'ocurrència d'un succés B, condicionada per l'ocurrència del succés A, o probabilitat a posteriori, es denota P(B/A).
En general, a un experiment aleatori compost s'associa una probabilitat composta, la qual també s'anomena probabilitat producte i s'expressa com P(AB).